# Louis Gerhard De Geer
Louis Gerard De Geer (Finspång, 1818 – Hanaskog, 1896) è stato un politico svedese.
Fu ministro della giustizia (1875-1879) e primo ministro del regno di Svezia dal 1876 al 1880.